# Carlos Alberto Breis Pereira
Carlos Alberto Breis Pereira (São Francisco do Sul, 16 settembre 1965) è un arcivescovo cattolico brasiliano, dal 3 aprile 2024 arcivescovo metropolita di Maceió.

## Biografia

### Formazione e ministero sacerdotale
Dopo essere entrato nell'ordine francescano, ha compiuto il noviziato ed ha emesso la professione perpetua il 10 gennaio 1987. Successivamente si è trasferito nella provincia di Santo Antônio do Brasil, nel Nordest, dove ha studiato filosofia presso l'istituto di teologia di Recife e teologia presso l'istituto di teologia francescana di Olinda ed è stato ordinato presbitero il 20 agosto 1994.
Ha proseguito gli studi, conseguendo nel 2007 la laurea in teologia spirituale presso la Pontificia Università Antonianum di Roma.

### Ministero episcopale
Il 17 febbraio 2016 papa Francesco lo ha nominato vescovo coadiutore di Juazeiro. Ha ricevuto l'ordinazione episcopale il 7 maggio successivo, nella cattedrale di Recife dall'arcivescovo Antônio Fernando Saburido, co-consacranti il vescovo di Juazeiro José Geraldo da Cruz e il vescovo di Limoeiro do Norte José Haring.
Il 7 settembre successivo è succeduto alla medesima sede.
L'8 novembre 2023 è stato nominato arcivescovo coadiutore di Maceió. Ha preso possesso dell'ufficio il 6 gennaio 2024. È succeduto il 3 aprile seguente.

## Genealogia episcopale
La genealogia episcopale è:
- Cardinale Scipione Rebiba
- Cardinale Giulio Antonio Santori
- Cardinale Girolamo Bernerio, O.P.
- Arcivescovo Galeazzo Sanvitale
- Cardinale Ludovico Ludovisi
- Cardinale Luigi Caetani
- Cardinale Ulderico Carpegna
- Cardinale Paluzzo Paluzzi Altieri degli Albertoni
- Papa Benedetto XIII
- Papa Benedetto XIV
- Papa Clemente XIII
- Cardinale Enrico Benedetto Stuart
- Papa Leone XII
- Cardinale Chiarissimo Falconieri Mellini
- Cardinale Camillo Di Pietro
- Cardinale Mieczysław Halka Ledóchowski
- Cardinale Jan Maurycy Paweł Puzyna de Kosielsko
- Arcivescovo Józef Bilczewski
- Arcivescovo Bolesław Twardowski
- Arcivescovo Eugeniusz Baziak
- Papa Giovanni Paolo II
- Arcivescovo José Cardoso Sobrinho, O.Carm.
- Arcivescovo Antônio Fernando Saburido, O.S.B.
- Arcivescovo Carlos Alberto Breis Pereira, O.F.M.